# 6 صفر
- السبت
- الأحد
- الاثنين
- الثلاثاء
- الأربعاء
- الخميس
- الجمعة

- 283 أغسطس 2024
- 294 أغسطس 2024
- 15 أغسطس 2024
- 26 أغسطس 2024
- 37 أغسطس 2024
- 48 أغسطس 2024
- 59 أغسطس 2024
- 610 أغسطس 2024
- 711 أغسطس 2024
- 812 أغسطس 2024
- 913 أغسطس 2024
- 1014 أغسطس 2024
- 1115 أغسطس 2024
- 1216 أغسطس 2024
- 1317 أغسطس 2024
- 1418 أغسطس 2024
- 1519 أغسطس 2024
- 1620 أغسطس 2024
- 1721 أغسطس 2024
- 1822 أغسطس 2024
- 1923 أغسطس 2024
- 2024 أغسطس 2024
- 2125 أغسطس 2024
- 2226 أغسطس 2024
- 2327 أغسطس 2024
- 2428 أغسطس 2024
- 2529 أغسطس 2024
- 2630 أغسطس 2024
- 2731 أغسطس 2024
- 281 سبتمبر 2024
- 292 سبتمبر 2024
- 303 سبتمبر 2024
- 14 سبتمبر 2024
- 25 سبتمبر 2024
- 36 سبتمبر 2024

6 صَفَر أو 6 صَفَر الخير أو 6 صَفَر المُظفَّر أو يوم 6 \ 2 (اليوم السادس من الشهر الثاني) هو اليوم السادس والثلاثين من أيَّام السنة وفق التقويم الهجري القمري (العربي). يبقى بعده 318 أو 319 يومًا لانتهاء السنة.

## أحداث
- 8 هـ - بدء المعركة الأولى للإسلام في عهد الرسول محمد مع العالم المسيحي ممثلًا في الإمبراطورية البيزنطية.
- 755 هـ - القائد العثماني سليمان باشا يقود حملة بحرية ويستولي على قلعة غاليبولي في البلقان، وكانت هذه القلعة تشكل أهمية إستراتيجية خاصة في التحكم في شبه جزيرة غاليبولي.
- 1146 هـ - الشاه الإيراني نادر خان الأفشاري يتلقى هزيمة قاسية من الدولة العثمانية أمام مدينة بغداد، في حرب استمرت 9 ساعات، خسر خلالها 30 ألف جندي.
- 1226 هـ - حاكم مصر محمد علي باشا يقضي على بقايا المماليك بمجزرة رهيبة عرفت بمذبحة القلعة.
- 1316 هـ - تأسيس البنك الأهلي المصري.
- 1341 هـ - القوات التركية بقيادة مصطفى كمال تحتل سميرنا.
- 1353 هـ - توقيع معاهدة الطائف معلنة نهاية الحرب بين اليمن والسعودية.
- 1365 هـ - تأسيس جماعة الإخوان المسلمين في الأردن.
- 1367 هـ - عصابات الأرغون ترتكب مجزرة في حق سكان باب العامود بالقدس، وتقتل فيها 14 عربيًا، وتصيب 27 آخرين.
- 1372 هـ - لبنان يفوز بعضوية مجلس الأمن الدولي.
- 1385 هـ - إيران تفرض الأحكام العرفية وتعتقل آية الله الخميني ومن ثم تنفيه وذلك في محاولة من جانب نظام الشاه محمد رضا بهلوي لاحتواء حالة الغضب الشعبي المتصاعد ضده.
- 1394 هـ - الولايات المتحدة ومصر يستأنفان العلاقات الدبلوماسية بعد 7 سنوات من قطعها.
- 1405 هـ - الملك فهد بن عبد العزيز آل سعود يفتتح مجمعه لطباعة المصحف الشريف في المدينة المنورة.
- 1420 هـ - سوريا ولبنان توقعان على «معاهدة الأخوة والتعاون والتنسيق» التي نصت على إنشاء مجلس أعلى وهيئة متابعة للتنسيق بين البلدين، ونصت على الترابط بين أمن البلدين، وعلى إعادة الانتشار السوري في لبنان.
- 1425 هـ - حركة حماس تعلن خالد مشعل رئيساً للحركة، خلفاً لمؤسسها أحمد ياسين استناداً للوائح الداخلية للحركة.
- 1439 هـ - منظمة حظر الأسلحة الكيميائية تُصدر تقريرها النهائي بخُصوص الهجوم الكيميائي على خان شيخون الذي وقع يوم 8 رجب 1438 هـ، وتُحمِّل النظام السوري رسميًّا المسؤوليَّة.
- 1441 هـ - مقتل حوالي مائة شخص وإصابة الآلاف خلال التظاهرات الشعبية العراقية التي بدأت في 2 صفر 1441هـ، والمتظاهرون يطالبون بمكافحة الفساد ووقف التدخلات الخارجية في الشؤون الداخلية للعراق، ورحيل الحكومة.

## مواليد
- 1201 هـ - أحمد عرفان الشهيد، مصلح مسلم هندي.
- 1325 هـ - جميلة العلايلي، شاعرة وأديبة مصرية.
- 1327 هـ - طلال بن عبد الله الهاشمي، ملك الأردن.
- 1349 هـ - كارلوس منعم، رئيس الأرجنتين.
- 1359 هـ - إبراهيم الصلال ممثل كويتي.
- 1364 هـ - محمد جابر، ممثل كويتي.
- 1372 هـ - سمير جعجع، سياسي لبناني.
- 1377 هـ - نسيمة ضاهر، ممثلة سورية.
- 1387 هـ - ستريدا جعجع، سياسية لبنانية.
- 1403 -
  - ياكوبو إيغبيني، لاعب كرة قدم نيجيري.
  - عبد الله الطليحي، لاعب كيك بوكسينغ ومذيع وممثل كويتي.
  - عمرو سلامة، مخرج مصري.
- 1408 هـ - فراس بقنه، ناشط ومقدم برامج يوتيوب سعودي.

## وفيات
- 218 هـ - عبد الله المأمون، خليفة عباسي.
- 1342 هـ - أحمد بن مصطفى المكتبي، فقيه شافعي ولغوي عربي سوري عثماني.
- 1343 هـ - طاهر بن عمر سنبل، طبيب حجازي.
- 1382 هـ - عبد الكريم الجزائري، فقيه مسلم وشاعر عراقي.
- 1384 هـ - حكمت سليمان، أحد السياسيين العراقيين أثناء العهد الملكي.
- 1393 هـ - أنطون قازان، محامي وشاعر لبناني.
- 1396 هـ - عبد الغني الخضري، صحفي وشاعر وكاتب عراقي.
- 1417 هـ - صلاح أبو سيف، مخرج سينمائي مصري.
- 1421 هـ - ريمون إده، سياسي لبناني.
- 1429 هـ - زيزي مصطفى، ممثلة مصرية.
- 1432 هـ - صلاح الدين الحسيني، شاعر فلسطيني.
- 1436 هـ - سعيد عقل، شاعر لبناني.
- 1439 هـ - علي أشرف درويشيان، روائي وكاتب قصة قصيرة إيراني.
- 1442 هـ - نور الدين عتر، عالم حديث سوري.

## وصلات خارجية
- موقع قصة الإسلام: حدث في شهر صفر.